# Kalakia marginata
Kalakia marginata (Boiss.) Alava – gatunek rośliny z rodziny selerowatych (Apiaceae). Jest jedynym przedstawicielem monotypowego rodzaju Kalakia Alava. Gatunek występuje endemicznie w Iranie.

## Morfologia
Jednoroczna roślina zielna o cuchnących pędach. Liście trójdzielne, jajowate, krańcowe części blaszki równowąskie. Pokrywy i pokrywki proste, niekiedy dwudzielne lub pierzaste. Płatki korony białe. Szyjki słupka krótkie, łukowato wygięte, u nasady zgrubiałe, karbowane (stylopodium). Owocami są nagie lub owłosione, podługowate rozłupnie, grzbietowo spłaszczone, żeberkowane, żeberka brzegowe oskrzydlone i nabrzmiałe. Obecny włóknisty mezokarp. Nasiona czołowo szeroko bruzdkowane.  

## Systematyka
Gatunek z monotypowego rodzaju Kalakia Boiss. z plemienia Tordylieae w podrodzinie Apioideae w rodzinie selerowatych (Apiaceae).
W ramach gatunku wyróżnia się formę Kalakia marginata f. leiocarpa (Bornm. & Gauba) Alava.